# 北上 (新潟市)
北上（きたかみ）は、新潟県新潟市秋葉区の町字。郵便番号は956-0861。

## 概要
1889年（明治22年）から現在の大字。及び1974年（昭和49年）から現在の町名。能代川下流左岸に位置する。
もとは江戸時代から1889年（明治22年）まであった北上興野の区域の一部で、地名の由来は開発者の加藤家が小田原北条氏の出身で、北条の「条」を「上」に替えて村名にしたという説がある。

### 隣接する町字
北から東回り順に、以下の町字と隣接する。
- 川口
- 下興野町
- 下興野
- 新津
- 古田
- 北潟

※能代川を挟んで古田ノ内大野開と隣接。

## 歴史
検地は1677年（延宝5年）、1798年（寛政10年）。

### 分立した町字
1889年（明治22年）以後に、以下の町字が分立。
さつき野（さつきの）
北上から分立した町字。

### 年表
- 1889年（明治22年）4月1日 : 合併により三興野村の大字となる。当初はと称した[4]。
- 1901年（明治34年）11月1日 : 合併により新津町の大字となる。
- 1908年（明治41年） : 北上に改称する[4]。
- 1951年（昭和26年）1月1日 : 新津町が市制を施行し、新津市の大字となる。
- 2005年（平成17年）3月21日 : 合併により新潟市の大字となる。
- 2007年（平成19年）4月1日 : 新潟市の政令指定都市移行により、秋葉区の大字となる。

## 世帯数と人口
2018年（平成30年）1月31日現在の世帯数と人口は以下の通りである。
| 丁目       | 世帯数  | 人口    |
| ---------- | ------- | ------- |
| 北上一丁目 | 444世帯 | 1,120人 |
| 北上二丁目 | 266世帯 | 682人   |
| 北上三丁目 | 112世帯 | 252人   |
| 計         | 822世帯 | 2,054人 |

## 小・中学校の学区
市立小・中学校に通う場合、学区は以下の通りとなる。
| 大字・丁目 | 番地                               | 小学校                 | 中学校                 |
| ---------- | ---------------------------------- | ---------------------- | ---------------------- |
| 北上       | 全域                               | 新潟市立新津第三小学校 | 新潟市立新津第一中学校 |
| 北上一丁目 | 全域                               | 新潟市立新津第二小学校 | 新潟市立新津第五中学校 |
| 北上二丁目 | 1番3号～21番34号 21番42号～23番5号 | 新潟市立新津第二小学校 | 新潟市立新津第五中学校 |
| 北上二丁目 | 21番40号                           | 新潟市立結小学校       | 新潟市立新津第二中学校 |
| 北上三丁目 | 全域                               | 新潟市立新津第二小学校 | 新潟市立新津第五中学校 |

## 主な企業・施設
- 新潟市消防局 秋葉消防署 北上出張所

## 交通
- 国道403号（新津バイパス）
- 新潟県道5号新潟新津線